# Eygurande-et-Gardedeuil
 Eygurande-et-Gardedeuil  (en occitano Eiguranda e Gardadelh) es una población y comuna francesa situada en la región de Aquitania, departamento de Dordoña, en el distrito de Périgueux y cantón de Montpon-Ménestérol.

## Demografía
| 484 | 423 | 365 | 310 | 300 | 296 |
| Para los censos de 1962 a 1999 la población legal corresponde a la población sin duplicidades (Fuente: INSEE [Consultar]) |     |     |     |     |     |